# .lc
.lc је највиши Интернет домен државних кодова (ccTLD) за Свету Луцију.